# Nyctunguis arcochilus
Nyctunguis arcochilus är en mångfotingart som beskrevs av Chamberlin 1941. Nyctunguis arcochilus ingår i släktet Nyctunguis och familjen småjordkrypare. Inga underarter finns listade i Catalogue of Life.